# Francisco Sarmiento de Sotomayor
Francisco Sarmiento de Sotomayor y Pimentel  (n. Feardos, siglo XVI), fue un noble y militar gallego destacado por sus cargos de gobernador y capitán general de Cartagena de Indias (1606) y de Popayán (1610-1615).

## Biografía
Nacido en Feardos, parroquia perteneciente al concejo de Gomesende (Orense), fue hijo de Diego Sarmiento de Sotomayor y Bazán, señor de Feardos, de Gomesende, de Paradas y del Valle de las Achas en la jurisdicción de La Cañiza (Pontevedra) y Ángela de Araújo Pimentel y Sotomayor, de la Casa de Teanes.
Comenzó su carrera militar en su Galicia natal. Desde el puerto de La Coruña se embarcó con su pariente Diego Sarmiento de Sotomayor, I conde de Salvatierra, en la expedición de la Armada Invencible. 
Pasó a las tierras de la actual Colombia, donde fue nombrado contador mayor de Cartagena de Indias en 1601. Un año más tarde solicitó se le concediese un hábito de orden y el corregimiento de San Marcos de Arica, pero no fue hasta 1606 que le fue concedido el cargo de gobernador y capitán general de Cartagena de Indias de forma interina, por la muerte en el cargo de Jerónimo de Zuazo y Casasola.

## Gobernación de Popayán
En 1610 fue nombrado gobernador y capitán general de Popayán. Durante su mandato se llevó a cabo la conquista y población de la provincia de las Barbacoas (1611), sometiendo a los indígenas barbacoas en una extensión de 200 leguas a la redonda, y gastó grandes cantidades, incluso de su hacienda personal, en la reducción de los indígenas pijaos, que tras la conquista del Nuevo Reino de Granada habían huido a Popayán. Allí fundó las ciudades de San Francisco Sarmiento y Santiago de Sotomayor.
Defendió la isla de Santa Marta de los ingleses que la tenían sitiada con seis navíos, y abrió paso al comercio de Perú por Quito. Juan González de Mendoza, obispo de Popayán, le acusó de conjurar contra él, y de instigar su intento de asesinato en 1615.
En 1616 se le concedió el hábito caballero de la Orden de Santiago.  Más tarde se trasladó a la actual Bolivia, donde fue corregidor de Potosí (1619) y de La Plata. Propuesto para el cargo de gobernador y capitán general de Panamá en 1627, no fue elegido entre los cuatro candidatos. Tres años más tarde fue nombrado corregidor de Cuzco (1630), gobernador de la provincia de Collaguas, y alguacil mayor de la Inquisición de Lima (1639), vara por la que Juan de Espinosa le demandó por enajenación de oficios.

## Matrimonio y descendencia
Contrajo matrimonio con Catalina de Barros y Peláez de la Guerra, hija de José de Barros y Montalvo y de Luisa Peláez de la Guerra y de la Vega, de la cual tuvo por hijos a:
- Agustín Sarmiento de Sotomayor, caballero de la Orden de Santiago, I vizconde del Portillo, elevado a conde del Portillo.
- María Magdalena Sarmiento de Sotomayor, casada con Francisco Gutiérrez Flores de Montenegro, hermano del primer vizconde de Peñaparda de Flores, y tataranieto del capitán Hernando de Montenegro, conquistador del Perú, de quienes hubo sucesión que continuó en el vizcondado.

| Predecesor: Jerónimo de Zuazo y Casasola | Gobernador de Cartagena de Indias (interino) 1606 | Sucesor: Diego Fernández de Velasco |
| Predecesor: Vasco de Mendoza y Silva     | Gobernador de Popayán 1610-1615                   | Sucesor: Pedro Lasso de la Guerra   |